# 碘奥酮
碘奥酮是一种曾经使用于尿路造影的造影剂，化学式为C7H5I2NO3，240 °C分解。它可以4-哌啶酮盐酸盐和氯乙酸为原料反应，再经碘代、消除、酸化后制得。它可以和芳胺反应得到酰胺化合物，并可用于医药领域。